# Leony
Leonie Burger n. 25 iunie 1997, Chammünster⁠(d), Bavaria, Germania, cunoscută profesional drept Leony, este o cântăreață și compozitoare germană de muzică pop.

## Carieră
Alături de Julian Vogl și Maximillian Böhle, Leonie Burger a participat la emisiunea Rising Star de la RTL ca parte a trupei „Unknown Passenger”. În finală, au primit 92,77% din voturile publicului pentru versiunea lor a piesei Stay. Prin intermediul emisiunii, a cunoscut pe viitorul ei manager, Nik Hafermann. Trupa a avut câteva apariții în cluburi mici, dar s-a despărțit la scurt timp după aceea. Leonie a continuat ca artist solo, adoptând o variantă ușor modificată a prenumelui său ca nume de scenă.
În 2016, Leony a semnat un contract cu Sony Music în Australia, urmând o serie de cursuri de vocalizare. Primele ei piese au fost produse în Suedia, iar primul single de debut, Surrender a fost lansat în 2017. Piesa a fost folosită într-o reclamă pentru lenjerie intimă Sylvie Meis. Single-ul Boots a fost lansat în 2018, urmat de More Than Friends în 2019.
Ulterior, a trecut la un alt label, cu Vitali Zestovskih și Mark Becker devenind noii ei manageri și producători. Împreună cu duo-ul de DJ Vize și Sam Feldt,⁠(d) a lansat noul single Far Away from Home. Breakthrough-ul ei a venit în iulie 2020 cu remake-ul piesei Brother Louie a formației Modern Talking, în colaborare cu artistul kazah Imanbek⁠(d) și fostul membru Modern Talking, Dieter Bohlen.
În 2022, a fost mentor muzical pentru Emilia și piesa ei Outside and Inside în Dein Song, un concurs de televiziune muzical de realitate difuzat de postul german ZDF.
În 2023, Leony a fost jurat în sezonul 20 al emisiunii de talente germane Deutschland sucht den Superstar.
Pe 20 martie 2024, s-a confirmat că Leony se va alătura trupei OneRepublic și Meduza în producția imnului UEFA Euro 2024, înlocuind-o pe Kim Petras⁠(d) care nu a putut participa din cauza „problemelor de program”.

## Viața personală
Fratele ei este fotbalistul profesionist Korbinian Burger. Leony locuiește în Berlin.

## Emisiuni TV
- 2014: Rising Star (ca participantă)
- 2023: Deutschland sucht den Superstar (ca jurat)

## Premii și nominalizări

### Premii
Premiile New Music
- 2021: „Durchstarter/in des Jahres” (Noul venit al anului)[12]

### Nominalizări
1 Live Krone
- 2021: „Bester Dance Act” (Cel mai bun act de dans)[13]
- 2021: „Cel mai bun single” (Cel mai bun single; pentru Faded Love)[13]
- 2022: „Beste Künstlerin” (Cea mai bună artistă feminină)[14]
- 2022: „Bester Song des Jahres” (Cel mai bun cântec al anului; pentru Remedy)[14]
- 2022: „Bester Hip-Hop/R&B Song” (Cea mai bună melodie Hip-Hop/R&B; pentru Follow)[14]

Premii New Faces
- 2021: Muzică